# Big River (Kuskokwim River)
Der Big River ist ein rund 210 Kilometer langer linker Nebenfluss des Middle Fork Kuskokwim River im südwestlichen Interior des US-Bundesstaats Alaska.

## Geographie

### Verlauf
Der Fluss entspringt einem Gletscher östlich des Mount Hesperus in den Revelation Mountains, an der Westseite der Alaskakette, zwischen Lake-Clark- und Denali-Nationalpark. Er fließt nordnordwestwärts bis zur Mündung in die Middle Fork des Kuskokwim River, 39 Kilometer östlich von McGrath.

### Nebenflüsse
Der North Fork Big River ist ein 37 Kilometer langer rechter Nebenfluss des Big Rivers im Norden der Revelation Mountains.

## Name
Der Name ist eine Übersetzung von „Kwikpak“, der Bezeichnung der Ureinwohner Alaskas für den Fluss.